# Glabratellina
Glabratellina es un género de foraminífero bentónico de la familia Glabratellidae, de la superfamilia Glabratelloidea, del suborden Rotaliina y del orden Rotaliida. Su especie tipo es Glabratellina arcuata. Su rango cronoestratigráfico abarca desde el Mioceno hasta la Actualidad.

## Clasificación
Glabratellina incluye a las siguientes especies:
- Glabratellina arcuata
- Glabratellina brasiliensis
- Glabratellina duclozi
- Glabratellina hexacamerata
- Glabratellina kermadecensis
- Glabratellina lauriei
- Glabratellina pyramidalis
- Glabratellina sagrai
- Glabratellina saidi
- Glabratellina sigali
- Glabratellina tabernacularis
- Glabratellina traphera